# Historia de Angola
La historia de Angola se refiere a los hechos históricos desde el período más antiguo reconstruible hasta la actualidad, acaecidos en el territorio de la actual Angola.
Los habitantes más antiguos de Angola habrían sido pueblos joisánidas, que hacia los primeros siglos de nuestra era fueron en parte asimilados y en parte desplazados por agricultores de origen bantú. A partir de los siglos XIV y XVII, establecieron en el espacio de la Angola contemporánea una serie de reinos, siendo el principal el Reino del Congo. Éste comprendió al noroeste de Angola actual, al oeste de la República Democrática del Congo y de la República del Congo, y el sur del actual Gabón. La franja que en la actualidad es frontera entre Angola y la República Democrática del Congo, su apogeo se dio durante los siglos XIII a XVIII.
En 1482 a la desembocadura del río Congo llegó una flota portuguesa, comandada por Diogo Cao. Ese fue el primer contacto con los antepasados de los actuales angoleños, concretamente con el Reino del Congo, y el preludio del proceso colonizador que a lo largo de cinco siglos pasó por períodos muy diferentes.

## Desde la prehistoria hasta la colonización

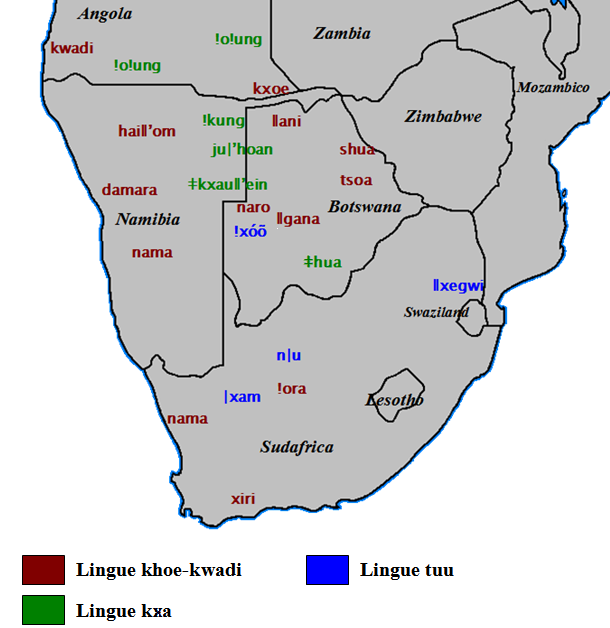
Las lenguas khoisanas de Angola derivan de las lenguas de los primeros pueblos identificables de Angola. La lingüística histórica ha estblecido que dichas lenguas pertenecían a tres grupos filogenéticos diferentes de lenguas khoisán: septentrional (verde), central (marrón) y meridional (azul).

El área ocupada por la actual Angola, ha estado habitada desde tiempos prehistóricos, como demuestran los restos encontrados en Luanda y en el desierto del Namib.
Los primeros habitantes reconocibles fueron cazadores y recolectores y hablaban diferentes lenguas joisanas, que eran poco numerosos y bastante dispersos. Con la expansión de los pueblos bantúes, que alcanzaran al actual territorio de Angola a partir del año 100, fueron en parte aimiados a los bantúes, aunque en territorio angoleño se siguieron documentando hablantes descendientes de los hablantes de las lenguas originarias. Presumiblemente, la expansión de los bantúes produjeron migraciones de hablantes de lenguas joisán hacia el sur. Como se ha mencionado, algunos grupos reducidos aún se encuentran en el sur de Angola, y están emparentados con otros al norte de Botsuana y de Namibia. Estos primeros pobladores conocidos fueron pueblos khoisán, que eran pueblos nómadas que vivían de la caza y recolección, de estatura similar a los pigmeos, aunque de piel relativamente clara.

### Expansión bantú
A partir de los primeros siglos de la era actual, un conjunto de nuevos pueblos tecnológicamente más avanzados, que conocían la tecnología del metal, y que pueden identificarse con pueblos bantúes se expandieron desde el norte hacia Angola. A comienzos del siglo VI su presencia arqueológica está claramente testimoniada. Esta expansión bantú había empezado en el norte durante el II milenio a. C. y mucho más aceleradamente durante el siguiente milenio. Los bantúes del I milenio d. C. no era un grupo étnico homogéneo sino que étnica y lingüísticamente eran grupos diferenciados. Los bantúes de Angola habrían hablado principalmente lenguas de las subfamilias kavango-bantú SW, kongo-yaka y mbundu septentrional.
Cuando los bantúes llegaron a lo que hoy es Angola, se encontraron con los joisán o khoisán, a los que se impusieron con facilidad gracias a su tecnología metalúrgica, cerámica y su agricultura intensiva. Los khoisán habrían sido en gran parte absorbidos, y en parte habrían emigrado hacia el sur, donde aún quedan grupos hoisán descendientes de los más antiguos. El establecimiento de los bantúes llevó varios siglos, y dio lugar a la formación de agrupaciones con distintos rasgos étnicos.

### Primeros reinos
La primera entidad política de la zona, conocida como el reino del Congo, apareció alrededor del siglo XIII y se extendió desde Gabón en el norte hasta el río Cuanza en el sur, y desde el Océano Atlántico en el oeste hasta el río Cuango en el este, teniendo su centro en el Noroeste de la Angola actual. La riqueza de este reino provenía  de la agricultura y del comercio. El poder estaba en manos de los mani, una aristocracia que ocupaba los puestos claves y que sólo respondía ante el rey del Congo. Mbanza Congo, la capital, tenía una población de unas 50.000 personas en el siglo XVI.
Más al sur este reino limitaba con el reino de Ndongo-Ngola que ocupaba el centro de la actual Angola y estaba gobernado por los mbundu. Otro reino importante situado un poco más al sur y más hacia el interior, en la meseta de Bié era el reino de Benguela más o menos contemporáneos de los anteriores. A partir del siglo XVII en la región interior se formó el reino de Kasanje fundado por los imbangala un grupo de mercenarios locales que había desertado de la armada portuguesa, y que bajo el mando de un Jaga o rey formaron un reino con monarquía electiva entre los tres clanes fundadores situado en la parte alta del río Kwango y que sobreviviría hasta 1910. Hacia finales del siglo XVII se constituyó en el noreste de Angola el reino de Lunda.

## Periodo colonial

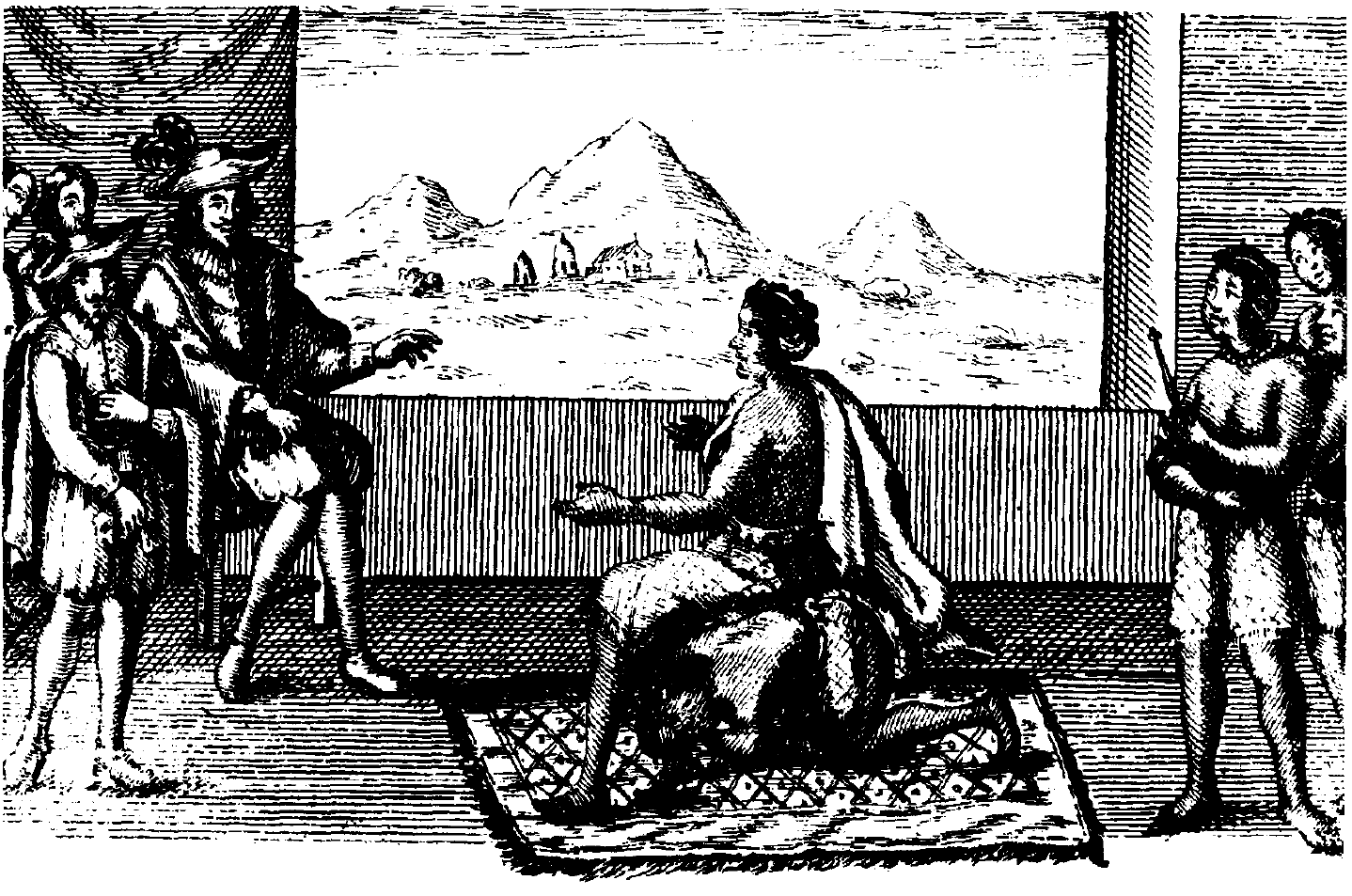
La reina Nzinga negociando con el gobernador luso en Luanda, 1622.

Portugal se estableció en el territorio en 1483, en el río Congo, donde existieron los estados del Kongo, Ndongo, Kasanje y Lunda. El estado del Kongo se extendía del actual Gabón en el norte, hasta el río Cuanza en el sur. Portugal estableció en 1575 una colonia portuguesa en Luanda, basada en la trata de esclavos. Los portugueses tomaron gradualmente el control de la franja costera a lo largo del siglo XVI a través de una serie de tratados y guerras, formaron la colonia de Angola.
Los holandeses ocuparon Luanda desde 1641-48, proporcionando un impulso para los estados anti-portugueses. En 1648, Portugal retomó Luanda e inició un proceso de conquista militar de los estados de Kongo y Ndongo que terminó con la victoria portuguesa en 1671. El total control administrativo portugués del interior no ocurrió hasta comienzos del siglo XX. 

Escudo de Armas (1951-1975).

La idea del colonialismo era realizar actividades de ingeniería social y los portugueses, que gobernaron el primero y el último de los imperios adoptaron la esclavitud, ya practicada por los africanos, la institucionalizaron y la integraron a su sistema administrativo.

«...El tráfico de esclavos, especialmente orientado hacia Brasil, fue el pilar de bóveda económico de estos dos territorios durante trescientos años. Los tratados que los portugueses firmaron con los jefes africanos se referían a la fuerza de trabajo, no a los productos (aunque en Mozambique los árabes actuaban como intermediarios). Los portugueses fueron los únicos productores primarios de esclavos en el conjunto de las potencias europeas. Defendieron desesperadamente este tráfico y se opusieron a su eliminación; de esta manera lo abolieron sólo cuando se vieron forzados por los británicos y lo reemplazaron por un sistema comercializado de trabajo forzado-Mantuvieron esta estructura hasta los años setenta, siempre con la cooperación de los jefees africanos,los mismos que en tiempos de esclavitud dirigían las cuadrillas de trabajo o shabalos...»
Paul Johnson, Tiempos Modernos página 643.

Entre 1939 y 1943 el ejército portugués llevó a cabo operaciones contra el pueblo nómada Mucubal, acusado de rebelión, que provocaron la muerte de la mitad de su población. Los supervivientes fueron encarcelados en campos de concentración, enviados a campos de trabajos forzados, donde la gran mayoría pereció debido a la brutalidad del sistema de trabajo, la desnutrición y las ejecuciones.

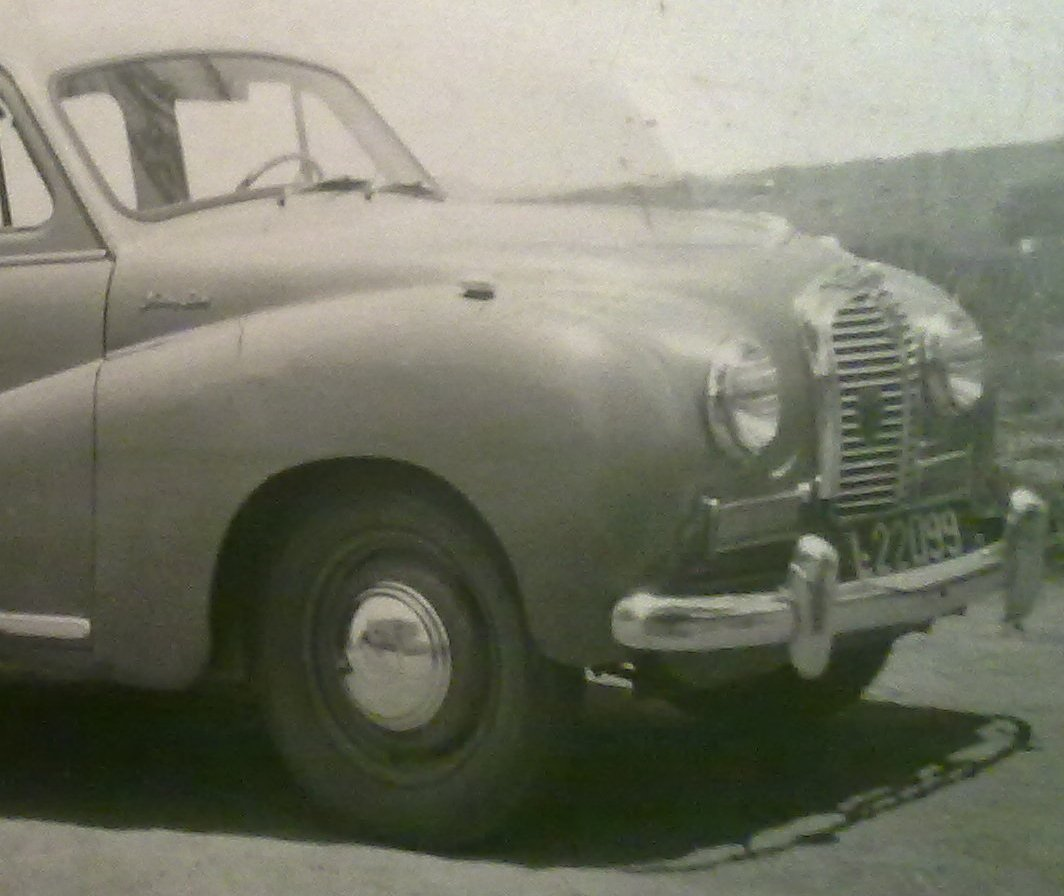
Luanda, 1949.

En 1951, la colonia fue nombrada provincia de ultramar, llamada también África Occidental Portuguesa. En esta época los portugueses suministraban  anualmente cien mil trabajadores angolanos principalmente a la Unión Sudafricana.
La independencia del Congo Belga, en junio de 1960, no podía de dejar sus reflejos en Angola, cuyo norte estaba constituido por la antigua provincia del Congo Portugués, habitada por razas comunes al resto de la cuenca del río Zaire. Las fronteras trazadas en 1885 entre las antiguas posesiones portuguesas (en el reinado de Manuel I ya teníamos relaciones ininterrumpidas con el Manicongo) y las novísmas colonias belda y francesa de la cuenca del Zaire.
No es de extrañar pues que en el Congo Portugués los nativos siguiesen con exaltación lo que estaba sucediendo en el  Congo Belga. Entre el 4 de enero y el 14 de febrero de 1961 tuvo lugar la huelga en la Baixa do Cassange, huelga laboral considerada el primer movimiento político que desencadenaría la guerra de la Independencia de Angola. En 4 de febrero de 1961 se produce el asalto a la prisión de Luanda, una revuelta precipitada que pasa inadvertida hasta el 15 de marzo cuando:

«...Con una violencia brutal, se levantaron en todo el Congo Portugués  por sorpresa los insurrectos, matando a troche y moche, a veces con destellos de perversidad, a los blancos que vivían en las numerosas haciendas de café dispersas por la región y a los negros que les permanecían fieles-Mas de mil quinientas personas perecieron salvajemente en aquellos días trágicos. Con la confiada displicencia que nos caracteriza y alguna negligencia de los altos mandos, no teníamos en Angola fuerzas de seguridad dignas de tal nombre, y la guarnición militar. Fieles observantes de los convenios que regulaban el régiman de la cuenca internacional del Zaire, estaba estrictamente condicionada por las autoridades la posesión individual de armas de fuego y de pólvora, que únicamente en las épocas de caza salían del depósito existente en Luanda. Incluso así, los colonos que pudieron sobrevivir...»
Marcelo Caetano, página 29.

### Descolonización
El 27 de noviembre de 1968 el presidente Marcelo Caetano se dirige a la Asamblea Nacional y, refiriéndose a la defensa de Ultramar, plantea la posición del gobierno ante la embestida salvaje de que habían sido víctimas los colonos del norte de Angola, comentando la posibilidad de conceder la independencia dejando el gobierno en manos de los colonos.

«...En aquellos momentos, eso sería fatalmente entregar la mayoría nativa a la desconfianza y al resentimiento de las minoría blanca, con todos sus inconvenientes, comprometiendo casi con certeza la política de fratrenidad racial siempre preconizada por nosotros y llevando a los nuevos Estados a aproximarse a África del Sur y quién sabe si también a su polítice de apartheid. Por lo demás, ya por entonces las Naciones Unidas y los medios internacionales influyentes condenaban tales gobiernos, llamados de minoría...»
Marcelo Caetano, Testimonio.

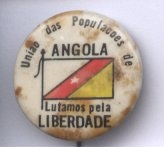
Emblema de la UPA.

El gobierno de la metrópoli descarta abandonar Angola entregándola al recién aparecido movimiento que acaudillaba Holden Roberto y por rehusar al proceso de descolonización, surgen tres movimientos de independencia:
- El Movimiento Popular para la Liberación de Angola (Movimento Popular de Libertação de Angola MPLA), con una base entre Kimbundu y la intelligentsia mestiza de Luanda, y lazos con partidos comunistas en Portugal y el Bloque Oriental;
- El Frente Nacional de Liberación de Angola (Frente Nacional de Libertação de Angola, FNLA), con una base étnica en la región Bakongo del norte y vínculos con el Gobierno de los Estados Unidos y el régimen de Mobutu Sese Seko en Zaire; y
- La Unión Nacional para la Independencia Total de Angola (União Nacional para a Independência Total de Angola, UNITA), liderado por Jonas Malheiro Savimbi con base étnica y regional en el corazón de Ovimbundu, en el centro del país.

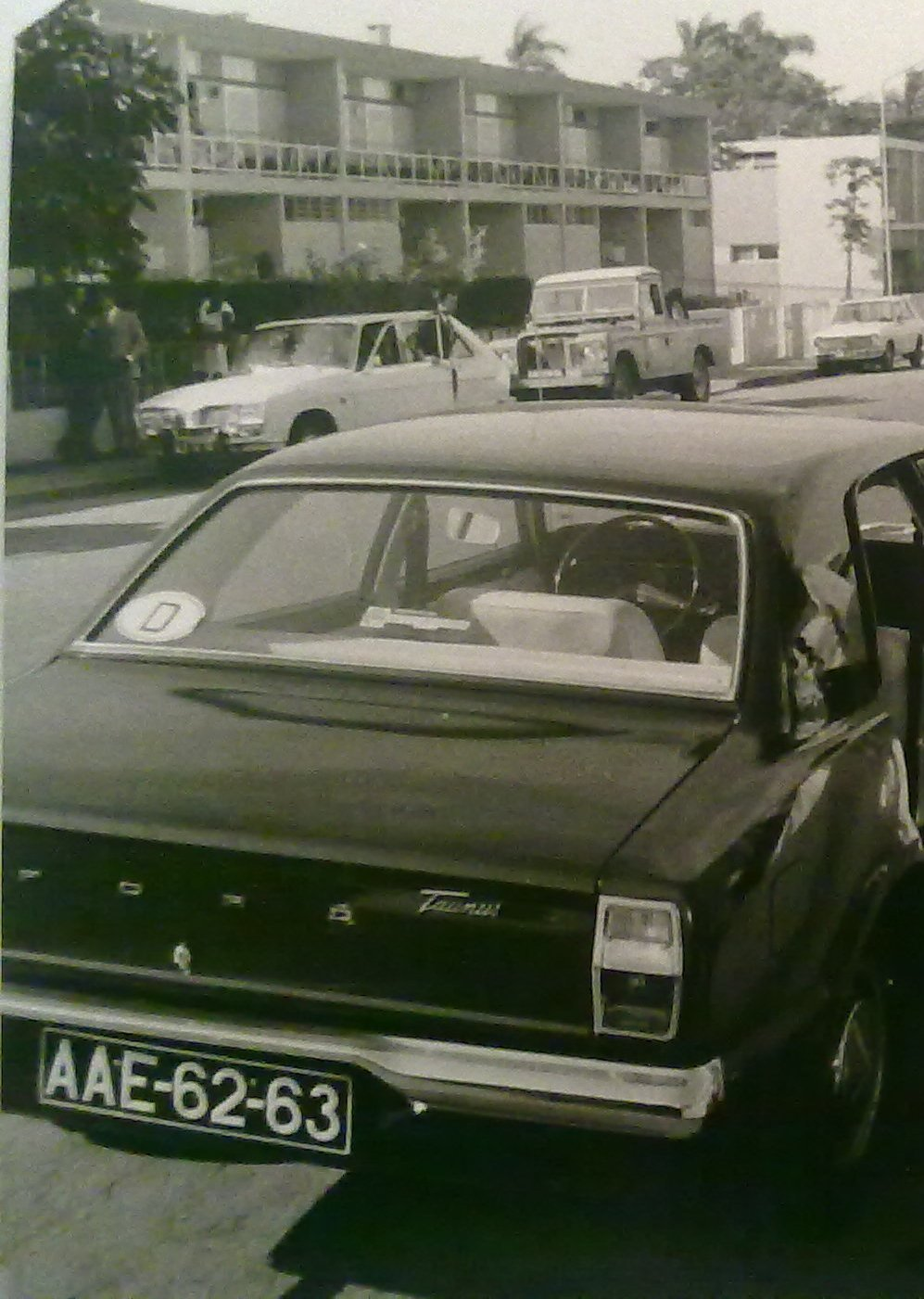
Luanda, 1972.

Pese a la presión internacional los acontecimientos no habían pasado del Congo, el resto de la provincia estaba en calma, en plena labor, y en ella residían, agrupados en magníficas ciudades o dispersos en florecientes haciendas, ya con excelentes infraestructuras y un parque industrial, algunos centenares de miles de blancos a los que continuaba fiel la gran mayoría de la población nativa. El doctor Salazar decidió, seguro de interpretar el sentimiento de la gran masa del pueblo portugués, que permanecieran en Angola:

«...¿Cómo entregar, luego al primer empujón dedo por unas docenas de aventureros, toda esa gente; y la obra por nosotros realizada, a los caprichos de un grupo de tiranos, que, como en casi todos los recientes estados africanos ya se había visto, carecía de preparación capaz de conducir una nación moderna y no conseguía despojarse de la aversión la blanco, construida sobre cimientos seculares? ¿O no sería mero y frágil biombo del neocolonialismo en beneficio de los Estados Unidos...»
Marcelo Caetano, Testimonio, página 31.

### Guerra
En Angola las guerrillas seguían actuando en la meseta del Congo, apoyados por los países vecinos, y pertenecían a dos movimientos: El Frente Nacional de Liberación de Angola (FNLA), que procedía de la Unión de los Pueblos de Angola (UPA), responsable de las matanzas del Congo, con su Gobierno Revolucionario de Angola en el exilio (GRAE), que mantenía el Ejército de Liberación Nacional de Angola (ELNA); y el Movimiento Popular de Liberación de Angola (MPLA), fundado por el mestizo Agostinho Neto, en disidencia del anterior y con carácter menos racista.

### Pacificación
En 1973 quitando una u otra operación en el Congo y algún otro incidente en Cabinda puede decirse que Angola vivía en paz. Mientras las clases populares, que sufrían más los efectos de la guerra, eran más reacias, las élites culturales eran partidarias de acelerar la descolonización, algo que contaba con el apoyo de un importante sector del clero. A ello contribuían el auge del progreso económico y las disidencias entre los movimientos terroristas que, a pesar de todos los esfuerzos de reconciliación hechos por la Organización de la Unidad Africana, no se entendían.
Después de una guerra de guerrillas independentista de 14 años, iniciada el 4 de febrero de 1961, Angola se hizo independiente en 1975. Durante el último año del dominio portugués hubo un gobierno autónomo, con presencia además de la potencia colonial, de los tres grupos guerrilleros. La tensión fue creciendo entre ellos, con asesinatos y enfrentamientos que fueron a más, algunos de ellos de enorme virulencia como los de finales de abril de 1975 con cientos de muertos y heridos en Luanda. Este estallido violento aceleró la huida de los residentes de origen portugués, que eran la columna vertebral de la economía. A mediados de mayo se estimaban en más de 2.000 muertos en los enfrentamientos entre el FNLA y el MPLA, la guerra civil se consideraba una posibilidad real y desde Lisboa se avisó que no reforzaría su presencia militar, ya reducida a 30.000 hombres.
A mediados de julio tras cinco días de combate y varios miles muertos, el MPLA expulsó de Luanda al FNLA. Esto fue decisivo en el curso de los acontecimientos ya que Portugal había decidido que entrega de poderes a quien controlara la ciudad. En el interior también hubo combates y matanzas como en la zona de Carmona, con numerosas víctimas. con los mismos protagonistas pero resultado inverso. Mientras en esta fase UNITA, se mantuvo en segundo plano a la espera de la evolución de los acontecimientos. 
A mediados de agosto el Gobierno provisional había colapsado de tal manera que Lisboa tuvo que volver a asumir los poderes administrativos. La salida de la población europea ya fue en desbandada, no pudiéndose cumplir las promesas de una retirada paulatina, por lo que la economía y los servicios públicos colapsaron al carecer de técnicos. El 29 de agosto el MPLA ejecutó seis penas de muerte en la ciudad, las primeras en el país en lo que iba de siglo, una acción que además de su carácter de escarmiento, era un desafío a los portugueses para demostrar que ellos controlaban de forma efectiva la capital.
Durante la primera quincena de septiembre, la situación dio un vuelco con una gran ofensiva que provocó el derrumbamiento del FLNA y se arrojaron contra UNITA que hasta ahora había permanecido al margen de los enfrentamientos. El 13 de septiembre controlaban doce de las dieciséis provincias y quedaban en inmejorable situación cada a la inminente independencia. Para finales de octubre, cuando se entraba en la recta final cara a la independencia, se calculaba en más de 20.000 los muertos y el día 24 el escenario cambió cuando se confirmó que habían entrado las primeras tropas sudafricanas.
A medida que se acercaba la fecha acordada para la independencia, se reactivaron los enfrentamientos. UNITA por el sur y el FLNA por el norte, que se aproximaron, lanzan una ofensiva contra el tercer grupo, consiguiendo algunos éxitos parciales. Finalmente el 10 de noviembre se proclamó la independencia con el país hundido en la guerra civil y el caos. Portugal, que en la metrópoli estaba pasando estos días una aguda crisis política con rumores de golpes militares, optó por proclamar la independencia sin entregar el poder a nadie y ese mismo día evacuaba sus últimos 3.000 soldados.
A mediados de noviembre ya afluía una gran cantidad de material soviético, incluidas armas pesadas como tanques. Entonces el MPLA había pasado en solo un mes del 41 % al 23 % del territorio y estaba retrocediendo en todos los frentes. Este material no valía nada sin soldados entrenados para manejarlo y eso se solventará cuando en diciembre de 1975, protegidas por una escolta naval soviética, desembarcan las primeras tropas cubanas. Es la Operación Carlota.

## Independencia y gobierno de José Eduardo dos Santos
Tras la retirada portuguesa la sangrienta guerra civil adquirió un marcado carácter internacional. El MPLA contó con el decisivo apoyo de la Unión de Repúblicas Socialistas Soviéticas (URSS) y Cuba, mientras UNITA los haría de Sudáfrica, que deseaba evitar la pérdida de Namibia, y SWAPO que deseaba conseguirla y había cambiado sus principales bases de operaciones a este país. El FLNA, cuya posición rápidamente se erosionó y quedó como el grupo más débil, siguió recibiendo su tradicional ayuda de Zaire. La alianza con UNITA no frenó su decadencia, siendo barrido de sus feudos del norte tras fracasar su intento de contratar un numeroso contingente de mercenarios.
Los comienzos resultaron muy duros para el MPLA que fue hostigado por todos los demás grupos y los sudafricanos penetraron con su ejército unos 330 kilómetros tras la frontera llegando a tener la capital del país dentro del alcanza de sus piezas de artillería. De esta forma Angola entraba en la Guerra de la frontera de Sudáfrica.
Pero el presidente de Cuba, Fidel Castro, decide enviar refuerzos al régimen de Luanda y puso en marcha la Operación Carlota. Gracias a la llegada de los efectivos cubanos el régimen de Neto pudo sobrevivir y tomar fuerza para permitir la llegada de más tropas isleñas, hasta un total de 50.000 hombres al año, incluyendo infantería tanquistas, radaristas, controladores aéreos, más casi 1.000 carros de combate, incluidos los potentes T-62, y decenas de cazas, incluyendo los MiG-23 que terminarían controlando el cielo hacia el final del conflicto, siendo decisivos en los combates.
Muy pronto se notaron los efectos del moderno material recibido, marcando la diferencia. A finales de enero y durante febrero, una gran ofensiva rechazará a sus enemigos, consiguiendo la toma de la importante localidad de Huambo, la segunda localidad más importante y el Ferrocarril de Benguela. La victoria parecía completa y la comunidad internacional rápidamente reconocerá al régimen de Luanda, incluso los países occidentales y Portugal. En 1976, la FNLA decidió no continuar la lucha, dejando vía libre a la marxista MPLA, que al apoyo de Cuba, añadió el de Etiopía.
Contra todo pronóstico, UNITA resistirá replegándose a las zonas rurales y adquiriendo un carácter cada vez más tribal, manteniendo un fuerte apoyo popular en algunas regiones. Sudáfrica y de modo discreto Estados Unidos, siguieron proporcionando armas y material. Por ello, lo que en la primavera de 1976 parecía una fácil e inminente victoria del MPLA, terminó por convertirse en un duro conflicto enquistado que se mantedrá durante años, incluso cuando los sudafricanos se replieguen.
En 1989 los combatientes estaban extenuados, la URSS comenzaba a presentar los síntomas económicos de lo que sería su futura disolución y Fidel Castro quería la paz. Tras la Batalla de Cuito Cuanavale, la más importante del África Subsahariana, que terminó en tablas, Castro decide penetrar en Namibia para castigar al ejército sudafricano que ya estaba negociando la paz. Finalmente Pretoria retiró sus tropas de Angola, celebró elecciones libres en Namibia y aceptó la pérdida del territorio.
En 1991, ambos grupos acordaron convertir a Angola en un estado multipartidista, pero después de que José Eduardo dos Santos del MPLA ganara las elecciones presidenciales supervisadas, UNITA reclamó que hubo fraude y volvieron las hostilidades.
Un acuerdo de paz de 1994 (Protocolo de Lusaka) entre el gobierno y la UNITA, fue proporcionado para la integración de ex insurgentes de la UNITA en el gobierno. Un gobierno de unidad nacional se instaló en 1997, pero las serias luchas continuaron en 1998, dejando a cientos de miles de personas sin hogar. El presidente José Eduardo dos Santos suspendió el funcionamiento regular de las instancias democráticas debido al conflicto.
El 22 de febrero de 2002, Jonás Savimbi, el líder de la UNITA, fue asesinado a tiros y se alcanzó un cese al fuego entre las dos facciones. UNITA disolvió su brazo armado y asumió el papel de partido de mayor oposición. Aunque la situación política del país se fue normalizando, el presidente dos Santos no permitió que a efectos prácticos se realizaran los procesos regulares democráticos con completas garantías. UNITA se confi
Entre los principales problemas de Angola están: una seria crisis humanitaria (resultado de la guerra prolongada), la abundancia de campos minados, y las acciones de los movimientos guerrilleros que luchan por la independencia del enclave norteño de Cabinda (Frente para a Libertação do Enclave de Cabinda), si bien las fuertes inversiones que ha realizado el gobierno actual en la provincia, así como el escaso apoyo de las autoridades congoleñas actuales hacia este grupo guerrillero (producto de la intervención angoleña en el Congo en su favor), han reducido bastante su actividad.
Angola, como muchas naciones subsaharianas, está sujeta a epidemias periódicas de enfermedades infecciosas. Desde abril de 2005, Angola está en medio de una epidemia del virus Marburg, el cual se está convirtiendo en la peor epidemia de fiebre hemorrágica registrada en la historia, con más de 237 muertes registradas de los 261 casos reportados, y se ha esparcido a 7 de las 18 provincias.
En el año 2017 José Eduardo dos Santos renunció a la presidencia de Angola después de 38 años, siendo sucedido pacíficamente por João Lourenço, sucesor elegido por Santos.

## Actualidad tras la caída de José Eduardo dos Santos
El presidente João Lourenço inició una campaña contra la corrupción de la era dos Santos. En noviembre de 2017, Isabel dos Santos, la multimillonaria hija del expresidente José Eduardo dos Santos, fue despedida de su cargo al frente de la empresa petrolera estatal del país, Sonangol. En agosto de 2020, José Filomeno dos Santos, hijo del expresidente de Angola, fue condenado a cinco años de cárcel por fraude y corrupción.